# Mistrzostwa Ameryki Południowej w zapasach
Mistrzostwa Ameryki Południowej w zapasach rozegrane zostały po raz pierwszy w 1983 roku w peruwiańskiej Limie. Zawody organizuje FILA.

## Edycje zawodów
| - 1983 – Lima - 1985 – Santiago - 1990 – Lima - 1992 – Pucón - 1993 – Buenos Aires - 1995 – Quito - 1997 – Fray Bentos - 1999 – La Paz - 2000 – Santiago - 2009 – Lima - 2011 – Buenos Aires - 2012 – Callao - 2013 – Santiago - 2014 – Lima - 2015 – Buenos Aires - 2016 – Cartagena de Indias - 2017 – Rio de Janeiro - 2019 – Santiago |